# ۱۱ جمادی‌الاول
۱۱ جمادی‌الاول، یازدهمین روز از ماه جمادی‌الاول در تقویم هجری قمری است.
در تقویم هجری قمری قراردادی این روز۱۲۹مین روز سال است.

## درگذشتگان
- ۴۳۲ - سلطان مسعود غزنوی
- ۵۹۶ - ابراهیم خطیب عراقی، فقیه شافعی مصری.
- ۹۱۵ - عبدالقادر بن حبیب صوفی و شاعر فلسطینی.